# Плащоносні акули
Плащоносні акули (Chlamydoselachidae) — родина акул ряду Багатозяброподібні. Має 2 роди та 14 видів, з яких 12 є вимерлими або викопними.

## Опис
Це одні з найдавніших акул. За це їх називають живими викопними тваринами. Більшість представників цієї родини акул є вимерлими. Види, які існують зараз, досягають максимальної довжини у 2 м. Голова велика. Морда дуже коротка. Очі відносно великі, овальної форми. Мигальні перетинки відсутні. Рот розташовано на кінці морди. Різняться між собою кількістю та будовою зубів. Мають 6 пар зябрових щілин. Біля зябрового апарату розташований шкірний виріст, що нагадує плащ. Звідси походить назва цієї родини. Тулуб довгий та стрункий, нагадує змію або вугра. Шкіра цих акул з численними зморшками. Рецептори розташовані на шкірі в особливій канавці і не вкриті студнеподібною рідиною, як у решти риб. Мають відкриту бічну лінію. Анальний плавець більший першого спинного плавця.

## Спосіб життя
Тримаються на глибинах від 120 до 1500 м. Вночі піднімаються вище до поверхні. Полюють, вистрибуючи на здобич на кшталт змій. Живляться донною рибою та головоногими молюсками.
Це яйцеживородні акули.

## Розповсюдження
Мешкають біля атлантичного узбережжя Європи та Африки, Японії, Каліфорнії (США) й Каліфорнійського півострова, в північній акваторії Чилі. Ймовірно раніше ареал цих акул був значно більший, охоплюючи більшу частину Атлантики та Тихого океану.

## Роди
- Chlamydoselachus
- †Thrinax